# Cryptolabis (Cryptolabis) recurvata
Cryptolabis (Cryptolabis) recurvata is een tweevleugelige uit de familie steltmuggen (Limoniidae). De soort komt voor in het Neotropisch gebied.